# Dera Bassi
Dera Bassi is een nagar panchayat (plaats) in het district Mohali van de Indiase staat Punjab. 

## Demografie
Volgens de Indiase volkstelling van 2001 wonen er 15.690 mensen in Dera Bassi, waarvan 54% mannelijk en 46% vrouwelijk is. De plaats heeft een alfabetiseringsgraad van 76%. 